# Tagesoidea
Tagesoidea is een geslacht van Phasmatodea uit de familie Diapheromeridae. De wetenschappelijke naam van dit geslacht is voor het eerst geldig gepubliceerd in 1908 door Redtenbacher.

## Soorten
Het geslacht Tagesoidea omvat de volgende soorten:
- Tagesoidea fasciata Redtenbacher, 1908
- Tagesoidea tages (Westwood, 1859)